# Жан Сованьярг
Жан Сованьярг (фр. Jean Sauvagnargues), (2 квітня 1915, Париж, Франція — 6 серпня 2002, Париж) — французький політичний діяч, який служив міністром закордонних справ Франції в першому кабінеті Жак Ширак при президентові Валері Жискар д'Естен з 28 травня 1974 по 27 серпня 1976 рр.

## Біографія
Народився 2 квітня 1915 року в Парижі, Франція. На дипломатичній службі з 1941 року. У 1943 році долучився до французького Руху Опору.
З 1945 по 1946 рр. — співробітник кабінету Шарля де Голя.
З 1946 по 1949 рр. — начальник політичного відділу Комісаріату у німецьких справах Франції.
З 1949 по 1954 рр. — заступник завідувача Центральноєвропейським відділом МЗС Франції.
З 1955 по 1956 рр. — співробітник кабінету міністра закордонних справ Франції.
З 1956 по 1960 рр. — посол Франції в Ефіопії.
З 1960 по 1962 рр. — директор департаментів Північної Африки і Близького Сходу, Африки і Мадагаскару МЗС Франції.
З 1962 по 1970 рр. — посол Франції в Тунісі.
З 1970 по 1974 рр. — посол Франції в ФРН.
З 1974 по 1976 рр. — міністр закордонних справ Франції.
З 1977 по 1981 рр. — Надзвичайний і повноважний посол Франції в Великій Британії.
З 1977 по 1978 рр. — дипломатичний радник уряду Франції.